# Suak Geudubang
Suak Geudubang is een bestuurslaag in het regentschap Aceh Barat van de provincie Atjeh, Indonesië. Suak Geudubang telt 331 inwoners (volkstelling 2010).